# Gallerucida nigrofoveolata
Gallerucida nigrofoveolata es una especie de insecto coleóptero de la familia Chrysomelidae.
Fue descrita científicamente en 1889 por Fairmaire.